# Barclay Vincent Head

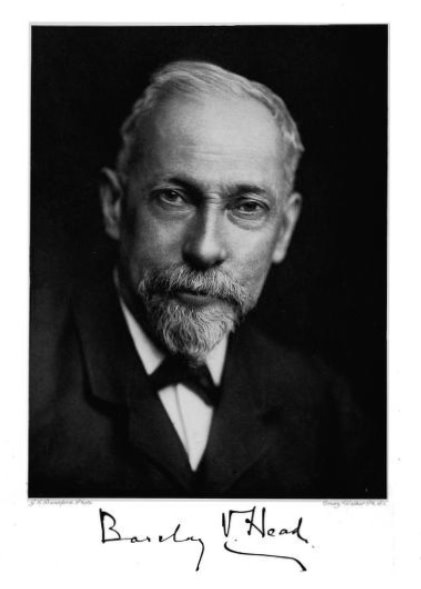
Barclay Vincent Head

Barclay Vincent Head (* 2. Januar 1844 in Ipswich; † 12. Juni 1914 in London) war ein britischer Numismatiker.
Ab 1864 arbeitete er als Assistent im „Department of Coins“ des British Museum, 1871 wurde er Oberassistent, von 1893 bis 1906 war er der Direktor der Abteilung. Zwischen 1874 und 1914 publizierte er mit Mitarbeitern in 27 Bänden den Bestandskatalog der griechischen Münzen des British Museums, den „Catalog of Greek Coins“, der bis heute zu den Standardbestimmungswerken der Numismatik gehört. Sein erstmals 1887 erschienenes Werk „Historia Numorum“ bildet bis heute die Grundlage jeder wissenschaftlichen Beschäftigung mit der griechischen Numismatik. 
Ab 1905 war er korrespondierendes Mitglied der Académie des Inscriptions et Belles-Lettres und ab dem 29. Oktober 1908 korrespondierendes Mitglied der Preußischen Akademie der Wissenschaften.

## Schriften (Auswahl)
- Historia Numorum. A Manual of Greek Numismatics. Clarendon Press, Oxford 1887 (Digitalisat), 2. Auflage, Oxford 1911 (Digitalisat).